# Xestotrachelus robustus
Xestotrachelus robustus är en insektsart som först beskrevs av Bruner, L. 1911.  Xestotrachelus robustus ingår i släktet Xestotrachelus och familjen Romaleidae. Inga underarter finns listade i Catalogue of Life.